# Arnaldo Mussolini
Arnaldo Mussolini (Dovia di Predappio, 11 de janeiro de 1885 – Milão, 21 de dezembro de 1931), foi jornalista e político italiano; sendo o irmão do ditador da Itália fascista Benito Mussolini, e um proeminente defensor do fascismo.

## Biografia
Arnaldo Mussolini, irmão mais novo de Benito, batizado com este nome em homenagem a Arnaldo de Brescia, foi graduado na escola agrícola em Cesena em 1909; se casou com Augusta Bondanini que lhe deu três filhos: Sandro Italico Mussolini, Vito Mussolini e Rosina Mussolini. Era um professor e secretário em comunhão com o Partido Socialista Italiano em Predappio até 1914. Antes de dedicar-se ao ensino em sua cidade natal, Arnaldo Mussolini foi professor de agronomia entre 1908-1909 no Instituto de Falcon Vial em San Vito al Tagliamento. Ele possuía um grande afeto pela região, e dedicou muitos anos lecionando na referida instituição, bem como em escolas primárias de Carbona, no município de San Vito.
Arnaldo Mussolini, como seu irmão Benito Mussolini, participou na Primeira Guerra Mundial, alcançando o posto de tenente, e em 1919, após o fim da guerra, ele se mudou para Milão. No entanto, quando soube que o seu irmão Benito tinha felicitado e recompensado com dinheiro os autores do lançamento da bomba que causou ferimentos graves a vários cidadãos na Via San Damiano, em Milão, em 17 de novembro de 1919, "Arnaldo Mussolini, então não completamente tocado a luz divina do seu irmão, assim se expressou (...) ao então vice-secretário do primeiro Fascio: «o meu irmão é realmente um criminal!»".

## Fascismo
Em Milão, Arnaldo tornou-se diretor do jornal fundado por seu irmão, Il Popolo d'Italia, sucedendo Manlio Morgagni que trabalhava em publicidade. Em 1922, quando Benito tornou-se primeiro-ministro, Arnaldo assumiu a liderança do jornal, permanecendo fiel às políticas de seu irmão, que mitigando alguns dos excessos de Benito, com seu próprio estilo de um tom manso e aderindo a confidencialidade. Benito Mussolini confiava cegamente em seu irmão Arnaldo, que também tinha a tarefa de revisão dos discursos de Benito.
Entre 1923 e 1927, dedicou-se ao jornalismo e à publicação de vários empreendimentos, criando um periódico da Opera Nazionale Balilla, Domenica dell'Agricoltore, Rivista Illustrata, que ele co-fundou com Manlio Morgagni, Illustrazione Fascista, Bosco e Historia, continuando a liderar o Il Popolo d'Italia.
Em 1930, Arnaldo presta assistência à fundação da Escola de Misticismo Fascista em Milão, apoiando Niccolò Giani. O objetivo da escola era a formação dos futuros líderes do Partido Nacional Fascista. O presidente da escola era o filho de Arnaldo Mussolini, Vito.
Arnaldo Mussolini teve um papel importante em neutralizar as arrefecidas relações entre o regime fascista e a Igreja Católica durante a crise de 1931, especialmente em relação à educação da juventude. Mussolini assinou uma Concordata com a Igreja Católica em 1929, mas em 1931, após a autoridade fascista entrar em conflito com as competências superiores organizacionais de grupos católicos, Mussolini retraiu parte das concessões que ele tinha feito. Grupos católicos criticaram a violência de extremistas fascistas; um boletim da organização das mulheres católicas, Gioventù Femminile, denunciou os fascistas, e proibiu membros fascistas na Gioventù Femminile  Ataques fascistas a grupos católicos, como a grande Azzione Cattolica Italiana, e a propriedades da Igreja seguiram-se. Em 4 de junho de 1931, a Igreja Católica emitiu uma convocação para um protesto contra as novas leis e a violência sofrida por organizações católicas, como a proibição do governo contra a explicação do Evangelho durante a missa (sermões dos sacerdotes). Em setembro, graças a Arnaldo Mussolini, um acordo foi alcançado, segundo a qual os jovens católicos poderiam organizar dentro da Azzione Cattolica Italiana (Ação Católica), sem a realização de qualquer atividade política. A ACI, por sua vez, foi limitada as atividades locais sob o controle dos bispos.  Os acordos com a Santa Sé foram enviados pelo Ministério do Interior para todas as prefeituras com um telegrama circular de 16 de setembro de 1931.
De acordo com Marco Zeni, Arnaldo Mussolini foi designado para a gestão dos interesses de Ida Dalser, a "amante secreta" de Benito e de seu filho Benito Albino Dalser. Enquanto Ida Dalser foi internada em um hospital psiquiátrico, Arnaldo - seja devido às ordens que recebeu, ou através de afeição pessoal, não está claro - tratou seu sobrinho Benito Albino da melhor maneira possível. Após a morte de seu tio Arnaldo, Albino foi enviado, como sua mãe, para um hospital psiquiátrico, onde morreu em 1942. 
Arnaldo Mussolini morreu repentinamente de um ataque cardíaco em Milão, em 21 de dezembro de 1931 com apenas 46 anos.
Ele foi enterrado no pequeno cemitério em Paderno di Mercato Saraceno, local de nascimento de sua esposa Augusta Bondanini, uma cidade que ainda existe.